# Nicola Pescatori
Nicola Pescatori (Firenze, 13 giugno 1879 – Roma, 7 agosto 1936) è stato un attore italiano del teatro e del cinema muto.

## Biografia
Figlio degli attori Napoleone Pescatori e Silvia Tanzi, calcò le scene fin da bambino. Debuttò giovanissimo nella compagnia teatrale di Giovanni Emanuel, ma la sua vera carriera di attore comico ebbe inizio quando entrò a far parte della compagnia di Ermete Novelli, nella quale militò per molti anni.
In seguito fece parte di altre compagnie, come la Di Lorenzo-Falconi, fino al 1922, quando fu capocomico nella compagnia formata assieme a Dora Menichelli e Armando Migliari. In questa compagnia agì ininterrottamente per sei anni e compì numerose tournée in Italia e all'estero (soprattutto in America Meridionale).
Fu anche attore cinematografico e partecipò ad alcuni film tra il 1913 e il 1921, prevalentemente in ruoli secondari e da comparsa.
Fu sposato con l'attrice Lilla Menichelli, sorella maggiore di Dora e di Pina, quest'ultima grande diva cinematografica all'epoca del muto, accanto alla quale recitò in qualche film.

## Filmografia parziale
- Nanà, regia di Camillo De Riso (1914)
- I nostri figli, regia di Ugo Falena (1914)
- Il cieco, regia di Edoardo Bencivenga (1919)
- Noris, regia di Eugenio Perego (1919)
- La naufraga della vita, regia di Eugenio Perego (1920)
- L'altro pericolo, regia di Baldassarre Negroni (1920)
- La fuga di Hai-San, regia di Joe Bert (1921)
- Il dolce veleno, regia di Telemaco Ruggeri (1921)